# Yaren
Yaren (autrefois Jarren, Makwa ou Moqua) est un des quatorze districts et une des huit circonscriptions électorales de Nauru. Nauru ne possédant aucune subdivision correspondant aux communes, Yaren est désigné comme capitale de facto, car le district abrite le Cabinet et le Parlement de Nauru.

## Histoire
Yaren en tant que district à proprement parler a été créé en 1968. Son nom d'origine, Makwa (ou Moqua), fait référence au clan du même nom ainsi qu'au puits Moqua, un lac souterrain et principale source d'eau potable pour les habitants de Nauru.

### Origines et premiers habitants
L'histoire de Yaren est étroitement liée à l'histoire de Nauru, principalement en raison des conditions naturelles de ce district qui se trouve sur une île pratiquement isolée des autres régions du monde.
Les habitants traditionnels de Yaren sont les descendants du clan Mokwa. Les membres du clan Mokwa ont donc été les premiers habitants de Yaren à bâtir des établissements ou des résidences permanentes dans ce district.

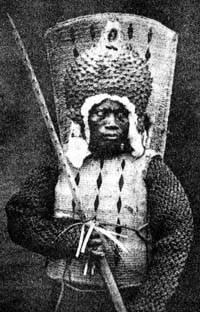
Guerrier nauruan vers 1880

Le district, ainsi que toute l'île, est habité par des Polynésiens depuis au moins 3 000 ans. Ces peuples, traditionnellement divisés en 12 clans, pratiquaient l'aquaculture – capturant des poissons marins et les acclimatant à l'eau douce dans la lagune de Buada, fournissant une source supplémentaire et fiable de nourriture.

### Contacts avec les Occidentaux
Entre 1798 et 1830, la population locale a eu son premier contact avec des navigateurs et commerçants occidentaux britanniques ; à commencer par John Fearn. À cette époque, des déserteurs de certains de ces navires ont commencé à vivre sur l'île de Nauru. La région du clan Mokwa a prospéré grâce au commerce florissant développé par le contact avec les navires marchands qui accostaient.

### La guerre tribale Nauruane
Entre 1878 et 1888, la guerre tribale Nauruane a réduit la population de Nauru de 1 400 à 900 personnes. Cette guerre a presque conduit à l'extinction de certains clans locaux mais pas les Mokwa.

### Période coloniale allemande
Après l'incorporation de l'île de Nauru dans le Deuxième Reich, en 1888, et son annexion au Protectorat Allemand des Îles Marshall, le territoire Mokwa a été renommé Yaren, puis comme l'île de Nauru a été renommée Nawodo ou Onawero.
L'arrivée des Allemands a mis fin à la guerre tribale, et les changements sociaux apportés par la guerre ont établi des rois comme gouvernants de l'île. Des missionnaires chrétiens des îles Gilbert sont arrivés en 1888. Les Allemands ont gouverné Nauru pendant près de trois décennies et, pendant cette période, Yaren a bénéficié de la construction d'un aéroport (base aérienne) sur son territoire.

### L'ère du phosphate et la Première Guerre mondiale
Lorsque du phosphate fut découvert à Nauru en 1900, un grand afflux de personnes et de capitaux arriva sur l'île, transformant ainsi le niveau de vie local. Nauru et spécifiquement Yaren sont devenus des lieux économiquement et géographiquement stratégiques pour les grandes puissances impériales du début du XXe. En plus du soutien économique important aux Allemands, Yaren a servi de base aérienne et navale pendant la Première Guerre mondiale.

### Administration australienne et Seconde Guerre mondiale

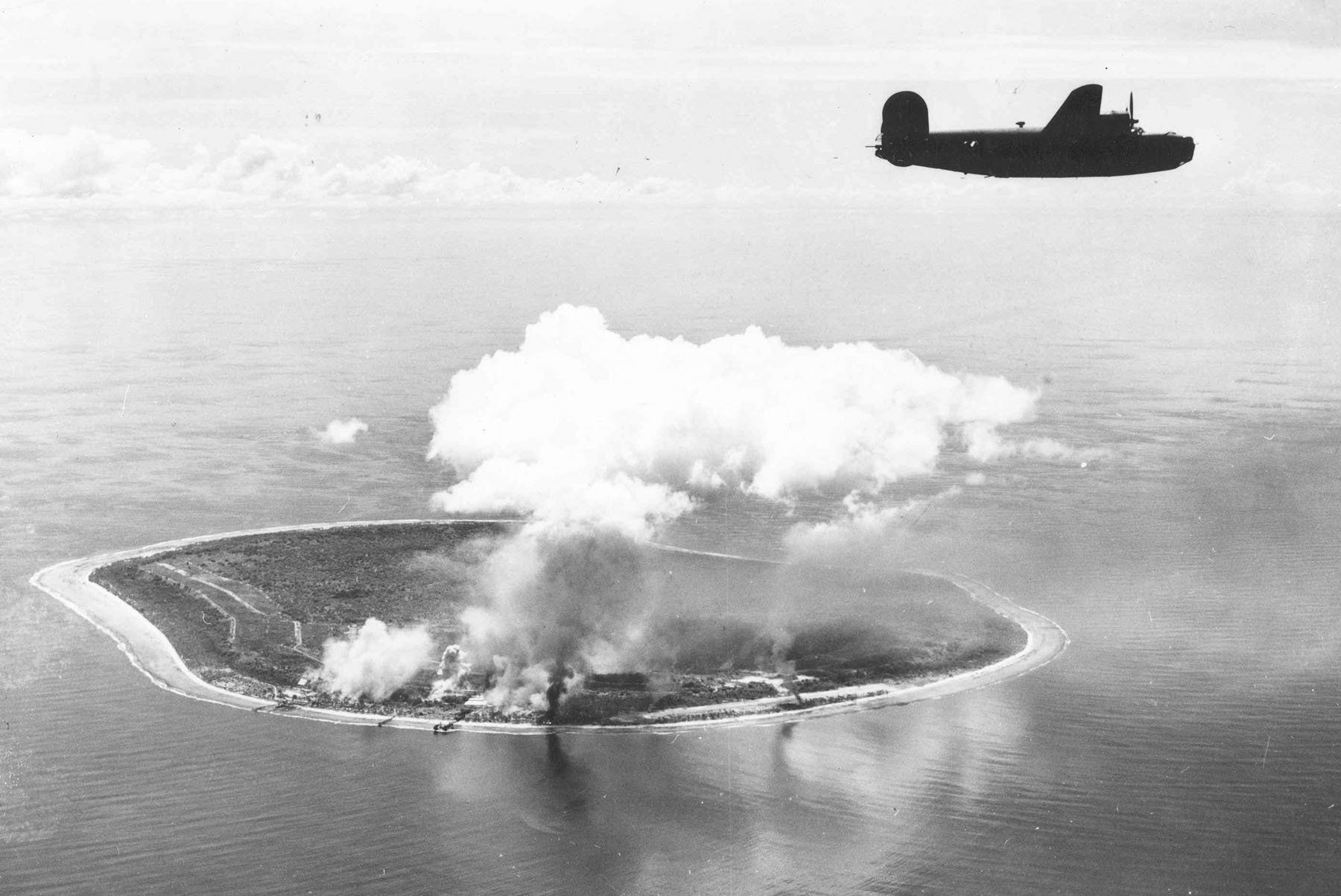
Forces aériennes américaines bombardant la base japonaise à Yaren pendant la Seconde Guerre mondiale

Avec la défaite du Deuxième Reich lors de la Première Guerre mondiale, Nauru est passée sous le protectorat de la Société des Nations. En 1923, la Société des Nations a transféré l'île au mandat australien, conjointement avec le Royaume-Uni et la Nouvelle-Zélande.
En 1921, une épidémie de grippe a causé la mort de 230 habitants de l'île. Avec l'avènement du protectorat australien, Yaren est devenue le siège de la plupart des organismes gouvernementaux de l'île, devenant ainsi la première « capitale » de celle-ci. Pendant cette période, l'extraction du phosphate par les compagnies australiennes s'est intensifiée. Les revenus locaux ont considérablement augmenté, offrant à Nauru l'un des plus hauts revenus par habitant au monde.
Les troupes japonaises ont occupé Nauru le 26 août 1942, pendant la Seconde Guerre mondiale, et ont transformé Yaren en une base aérienne. La base fut bombardée pour la première fois le 25 mars 1943, empêchant l'approvisionnement en nourriture pour Nauru.
Yaren fut libérée de l'Empire japonais le 13 septembre 1945, lorsque le capitaine Hisayaki Soeda, le commandant de toutes les troupes japonaises à Nauru, remit l'île à l'Armée australienne et à la Marine royale australienne. En 1947, les Nations unies ont établi la tutelle de l'île à l'Australie, et la Nouvelle-Zélande et le Royaume-Uni sont devenus ses administrateurs.

### L'indépendance et la période moderne
En janvier 1966, l'île de Nauru est devenue autonome et, suivant une convention constitutionnelle, a accédé à l'indépendance en 1968. L'établissement de la constitution nauruanne n'a pas formalisé une capitale pour le pays, mais depuis l'indépendance de la nation, Yaren a de facto représenté cette fonction.
Jusqu'aux années 1990, les revenus tirés de l'extraction du phosphate ont offert aux habitants de Yaren l'un des niveaux de vie les plus élevés dans le Pacifique et dans le monde.

### Villages historiques
Sur le territoire du district (appelé Gau jusqu'en 1968), se trouvaient les villages historiques suivants :
- Anigobwi
- Atomo
- Ibwenape
- Kibepe
- Meure
- Yaren
- Yongin [8]

## District

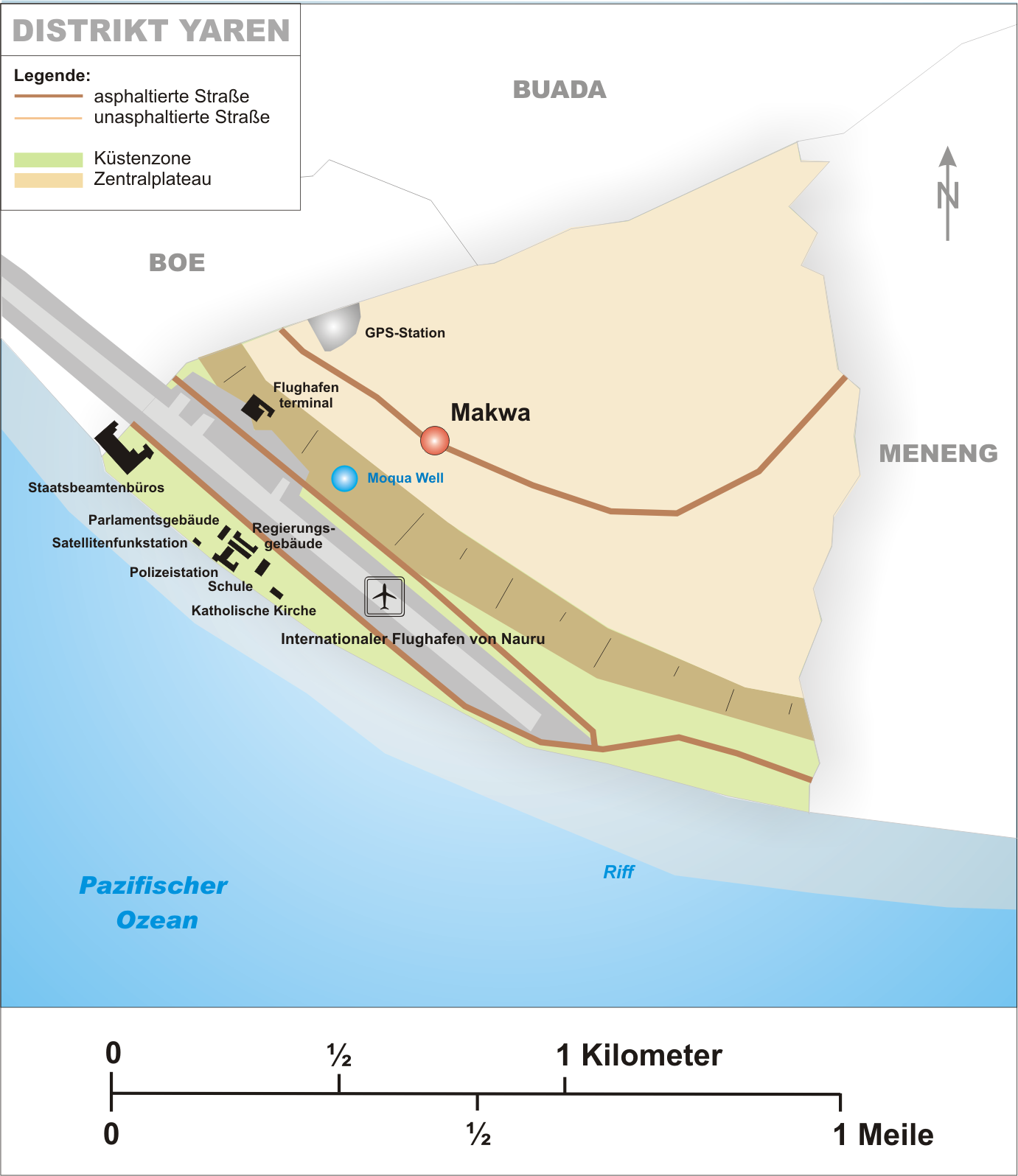
Carte du district de Yaren.

### Géographie
Yaren se trouve dans le sud-ouest de l'île de Nauru. Il est bordé par l'océan Pacifique au sud, les districts de Meneng à l'est, Buada au nord et Boe au nord-ouest.
Son altitude moyenne est de 25 mètres (minimale : 0 mètre, maximale : 46 mètres) et sa superficie est de 1,5 km2 (cinquième rang sur quatorze).
Le Puits Moqua, un petit lac souterrain, se trouve à côté de l'aérogare, au pied du plateau central de l'île.
On trouve deux passes à Yaren, ces chenaux étaient dans le passé stratégiques, formant un passage vers la haute mer, et de par leur richesse en poissons. L'une se nomme Ganokwoy, du nom des carangues en nauruan, l'autre Ganiamwe, soit la « passe aux anguilles ».

### Infrastructures

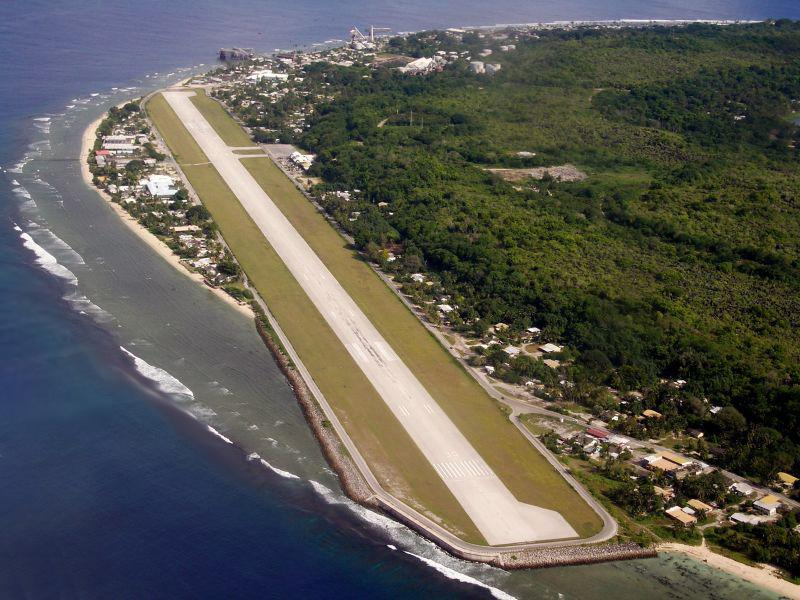
aéroport de Nauru à Yaren

Yaren abrite sur son territoire le Sud de la piste d'atterrissage de l'Aéroport international de Nauru ainsi que son aérogare, le Parlement de la République, les bureaux de l'administration du gouvernement, le commissariat de police et la station de télécommunication satellite.

### Attractions

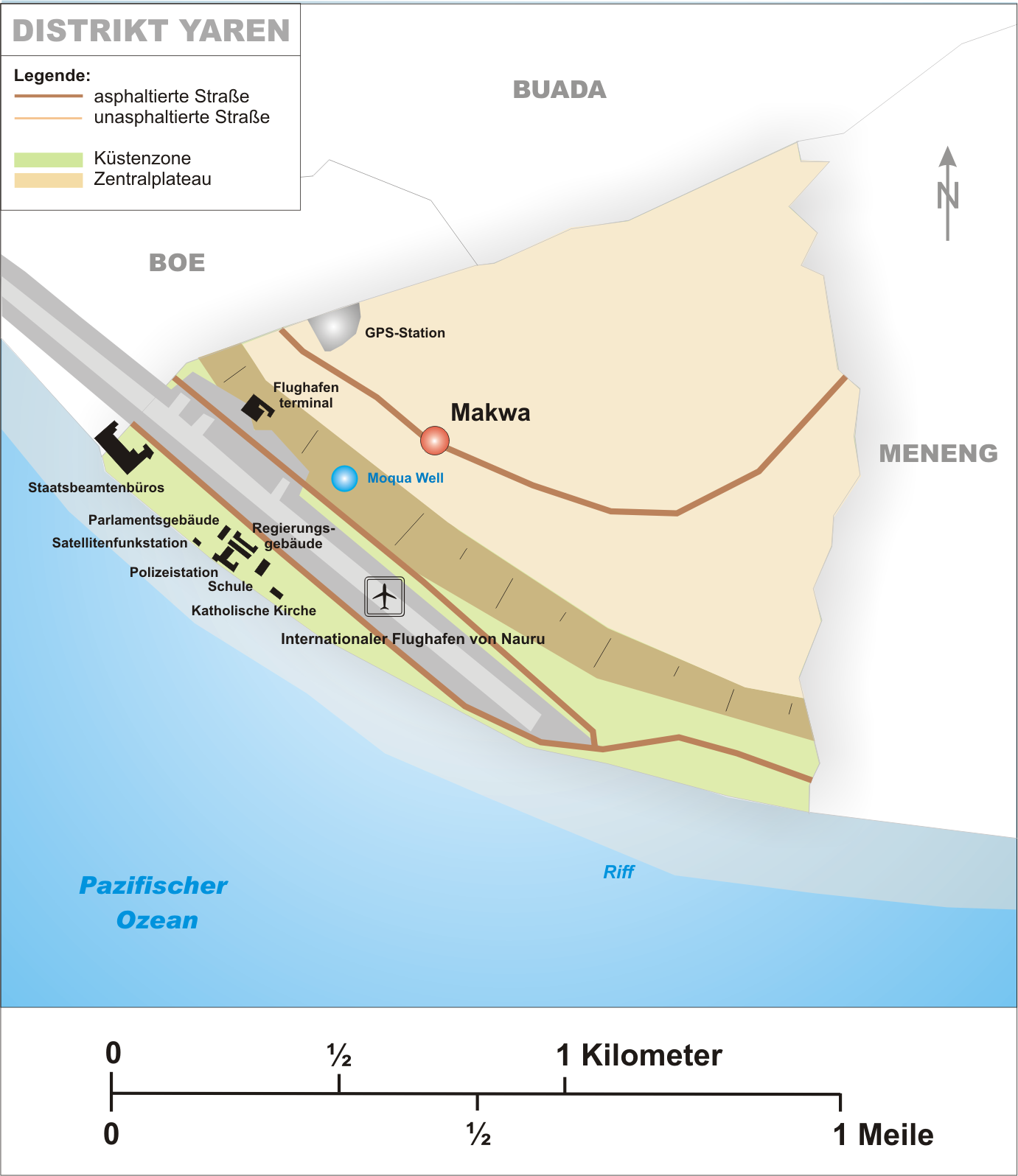
Carte du district.

- Le puits Moqua est situé à Yaren[11].

### Population
Yaren fait partie des capitales d'État indépendant les moins peuplées de la planète avec 625 habitants (cinquième rang sur quatorze) soit une densité de population de 416,7 hab/km2[réf. nécessaire]. Yaren compte donc moins d'habitants que la Cité du Vatican.
La densité de population est de 733,3 hab/km2.
La zone correspondant au district était composée de sept villages : Anigobwi, Atomo, Ibwenape, Kibepe, Meure, Yaren et Yongin.

## Circonscription électorale

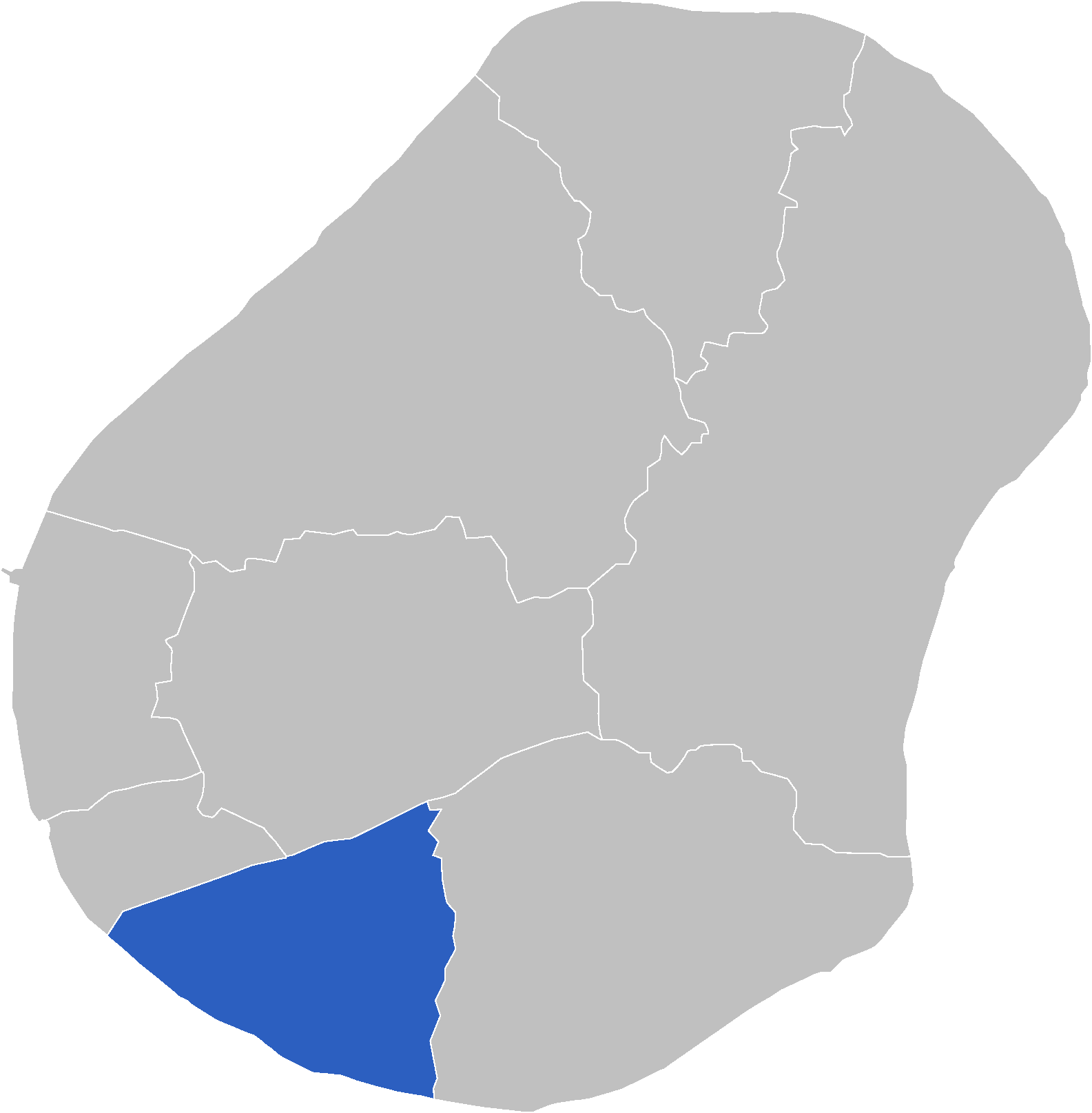
Carte de localisation de la circonscription électorale de Yaren.

Yaren fournit deux élus au Parlement de Nauru au terme des élections législatives.
| Candidat        | Valeur des votes |
| --------------- | ---------------- |
| Pres Ekwona     | 114,45           |
| Kieren Keke     | 113,3            |
| Leo Keke        | 97,9             |
| Robert Eoe      | 95,15            |
| Anthony Audoa   | 83,49            |
| Terence Debao   | 75,39            |
| Douglas Audoa   | 73,06            |
| John Akubor     | 69,62            |
| Anton Jimwereiy | 54,15            |
| Johnny Agadio   | 53,34            |
| Brian Amwano    | 48,96            |
| Morde Neneiya   | 48,89            |

| Candidat       | Valeur des votes |
| -------------- | ---------------- |
| Kieren Keke    | 167,44           |
| Dominic Tabuna | 126,9            |
| Douglas Audoa  | 111,52           |
| Pres Ekwona    | 102,41           |
| Leo Keke       | 93,99            |
| Nodel Neneiya  | 92               |
| John Akubor    | 78,21            |
| Roger Iwugia   | 68,07            |
| Johnny Taumea  | 61,9             |

| Candidat       | Valeur des votes |
| -------------- | ---------------- |
| Kieren Keke    | 167,444          |
| Dominic Tabuna | 126,904          |
| Douglas Audoa  | 111,515          |
| Pres Ekwona    | 102,409          |
| Leo Keke       | 93,985           |
| Nodel Neneiya  | 91,999           |
| John Akubor    | 78,211           |
| Roger Iwugia   | 68,071           |
| Johnny Taumea  | 61,903           |